# کمیته ملی المپیک نامیبیا
کمیته ملی المپیک نامیبیا (انگلیسی: Namibian National Olympic Committee) یک سازمان ورزشی است که نماینده کشور نامیبیا در کمیته بین‌المللی المپیک می‌باشد.
این سازمان که در سال ۱۹۹۰ تأسیس شده مسئول آماده‌سازی و اعزام ورزشکاران به بازی‌های المپیک، بازی‌های المپیک جوانان و بازی‌های آفریقایی است.